# Голландський захист
Голландський захист (або Захист Стейна) — шаховий дебют, який починається ходами: 1. d2-d4 f7-f5.

## Історія
Вперше голландський захист був описаний у книзі «Nouvel essai sur le jeu des Echecs» голландського шахіста Еліаса Стейна (Elias Stein) у 1789 році. Найпоширенішими продовженнями у голландському захисті були: гамбіт Стаунтона, варіант Ільїна-Женевського та варіант «Кам'яний мур». За останні 30 років велику популярність у голландському захисті здобула Ленінградська система. У цій системі органічно поєднані ідеї голландського та староіндійського захистів.

## Особливості
Просування пішака 'f' на початку партії чи навіть першим ходом — це прагнення до контролю над пунктом e4 і — у перспективі — до організації атаки на короля суперника. Недоліком голландського захисту для чорних є послаблення позиції власного короля, а також «поганий» білопільний слон, який виявляється закритим власними пішаками. 	
План чорних полягає у контролі над пунктом e4 і, за першої можливості, окупації цього пункту конем, а також у зосередженні фігур на королівському фланзі з метою створення атаки на білого короля. Білі прагнуть підірвати центр ходом e2-e4 чи d4-d5 і провадити свою гру на ферзевому фланзі (варіант «Кам'яний мур» чи Ленінградська система) або намагатися використати послаблення королівського флангу чорних (гамбіт Стаунтона). Часто білі фіанкетують білопільного слона.

## Головні продовження
- 2. e2-e4 — гамбіт Стаунтона.
- 2. с2-с4 — основне продовження
  - 2…Kg8-f6 3.g2-g3 g7-g6 4. Cf1-g2 Cf8-g7 5. Kg1-f3 — Ленінградська система.
  - 2…Kg8-f6 3.g2-g3 е7-е6 4. Cf1-g2 Cf8-е7 5. Kg1-f3 0-0 6. 0-0 d7-d5 — варіант «Кам'яний мур».
  - 2…Kg8-f6 3.g2-g3 е7-е6 4. Cf1-g2 Cf8-е7 5. Kg1-f3 0-0 6. 0-0 d7-d6 7. Кb1-c3 Фd8-e8 — варіант Ільїна-Женевського.